# Józef syn Kamei
Józef syn Kamei, Józef ben Kamei, Józef syn Kamitha (zm. przed 66) – arcykapłan żydowski w latach 44-47.
Został arcykapłanem w 44 roku z nominacji Heroda z Chalkis. Zastąpił zapewne Elioneusza syna Kanterasa. W 47 roku został pozbawiony urzędu. Jego następcą został Ananiasz syn Nebedeusza.

## Opracowania
- Lemaire A., Dzieje biblijnego Izraela, Poznań 1998, ISBN 83-232-0831-X, s. 107.